# Halové mistrovství České republiky v atletice 2008
Halové mistrovství ČR v atletice 2008 se uskutečnilo ve dnech 23.–24. února 2008 v hale Otakara Jandery v pražské Stromovce.

## Medailisté

### Muži
| Soutěž                        | Zlato                                                                       | Stříbro                                                                               | Bronz                                                                        |
| 60 m                          | Jaroslav Šmotek 6.77                                                        | Ondřej Kozlovský 6.81                                                                 | Ondřej Benda 6.81                                                            |
| 200 m                         | Jiří Vojtík 21.05                                                           | Petr Szetei 21.28                                                                     | Jan Schiller 21.58                                                           |
| 400 m                         | Rudolf Götz 47.00                                                           | Josef Prorok 47.37                                                                    | Filip Klvaňa 47.95                                                           |
| 800 m                         | Jakub Holuša 1:49.23                                                        | Jaroslav Růža 1:50.28                                                                 | Miroslav Kaplan 1:51.35                                                      |
| 1500 m                        | Michal Šneberger 3:48.15                                                    | Tomáš Bednář 3:49.20                                                                  | Jan Pernica 3:54.91                                                          |
| 3000 m                        | Petr Mikulenka 8:06.97                                                      | František Zouhar 8:20.98                                                              | Kamil Krunka 8:22.16                                                         |
| 60 m př.                      | Stanislav Sajdok 7.65                                                       | Petr Svoboda 7.69                                                                     | Jan Čech 7.83                                                                |
| 4 × 400 m                     | Michal Uhlík Petr Habásko Josef Prorok Rudolf Götz ASK Slavia Praha 3:13.82 | Miroslav Vinkler Tomáš Netolický Ivo Brýdl Martin Hrstka Hvězda SKP Pardubice 3:16.55 | Tomáš Pelc Tomáš Krupka Martin Čapek Daniel Němeček ASK Slavia Praha 3:17.28 |
| Skok do výšky                 | Jaroslav Bába 2.30                                                          | Tomáš Janků 2.24                                                                      | Stanislav Sajdok 2.24                                                        |
| Skok o tyči                   | Michal Balner 5.37                                                          | Jan Kudlička 5.27                                                                     | Lukáš Bechyně 5.17                                                           |
| Skok daleký                   | Roman Novotný 7.69                                                          | Štěpán Wagner 7.64                                                                    | Milan Pírek 7.38                                                             |
| Trojskok                      | Roman Novotný 15.24                                                         | Martin Vachata 14.86                                                                  | Ondřej Cais 14.82                                                            |
| Vrh koulí                     | Jan Tylče 18.40                                                             | Remigius Machura 17.75                                                                | Jan Marcell 17.37                                                            |
| Sedmiboj Praha 9. – 10.2.2008 | David Sazima 5443 bodů                                                      | Antonín Vácha 5427 bodů                                                               | Tomáš Nešvera 5193 bodů                                                      |

### Ženy
| Soutěž                       | Zlato                                                                           | Stříbro                                                                                                   | Bronz                                                                                    |
| 60 m                         | Kateřina Čechová 7.41                                                           | Iveta Mazáčová 7.48                                                                                       | Kristina Bažatová 7.49                                                                   |
| 200 m                        | Kateřina Čechová 24.04                                                          | Kristina Bažatová 24.58                                                                                   | Monika Táborská 24.99                                                                    |
| 400 m                        | Zuzana Hejnová 52.82                                                            | Zuzana Bergrová 53.93                                                                                     | Jitka Bartoničková 54.69                                                                 |
| 800 m                        | Tereza Čapková 2:07.62                                                          | Tereza Šedivá 2:07.77                                                                                     | Dana Šatrová 2:09.42                                                                     |
| 1500 m                       | Marcela Lustigová 4:28.17                                                       | Lucie Sekanová 4:28.93                                                                                    | Petra Ivanová 4:34.56                                                                    |
| 3000 m                       | Petra Kamínková 9:31.68                                                         | Lucie Sekanová 9:35.48                                                                                    | Lucie Sárová 9:40.56                                                                     |
| 60 m př.                     | Lucie Martincová 8.14                                                           | Petra Seidlová 8.25                                                                                       | Jana Korešová 8.33                                                                       |
| 4 × 400 m                    | Dana Šatrová Marcela Lustigová Lenka Švábíková Tereza Čapková USK Praha 3:47.81 | Kateřina Ulrichová Veronika Jelínková Marcela Vondřejcová Drahomíra Eidrnová Hvězda SKP Pardubice 3:50.37 | Veronika Loužecká Petra Štěpánková Tereza Straková Tereza Šedivá PSK Olymp Praha 3:50.85 |
| Skok do výšky                | Iva Straková 1.94                                                               | Romana Dubnova 1.91                                                                                       | Oldřiška Marešová 1.74                                                                   |
| Skok o tyči                  | Pavla Rybová 4.30                                                               | Romana Maláčová 4.12                                                                                      | Jiřina Ptáčníková 4.02                                                                   |
| Skok daleký                  | Jana Korešová 6.31                                                              | Kateřina Líbalová 6.12                                                                                    | Martina Šestáková 6.02                                                                   |
| Trojskok                     | Martina Šestáková 13.66                                                         | Iva Vedralová 12.96                                                                                       | Gabriela Vaculová 12.72                                                                  |
| Vrh koulí                    | Jana Kárníková 16.33                                                            | Andrea Valešová 14.74                                                                                     | Lenka Ledvinová 14.64                                                                    |
| Pětiboj Praha 9. – 10.2.2008 | Jana Korešová 4321 bodů                                                         | Eliška Klučinová 4019 bodů                                                                                | Kateřina Konvalinková 3852 bodů                                                          |